# Walter Strzygowski
Walter Strzygowski (* 20. Juli 1908 in Graz, Steiermark; † 4. Juli 1970 in Wien) war ein österreichischer Geograph.
- 1949–55 Mitarbeiter, dann Direktor der Verlagsanstalt Freytag-Berndt
- 1955 Universitätsprofessor am Institut für Geographie
- ab 1958 Vorstand des Wiener Instituts für Raumordnung der Hochschule für Welthandel

Seine Forschungsgebiete waren Raumordnung, Wirtschaftsgeographie und Regionalplanung. Eine starke Breitenwirkung hatten seine Bearbeitungen der Wirtschaftskarten in der 100-Jahrausgabe des "Österreichischen Mittelschulatlas" 1961 (ehem. Kozenn-Atlas) beim Verlag Ed. Hölzel in Wien.
Nach seinem Tod wurde Strzygowski am Gersthofer Friedhof (Gruppe 2, Reihe 14, Nummer 49) in einem ehrenhalber gewidmeten Grab bestattet.

## Schriften
- Die geographischen Grundlagen einer Landesplanung in Österreich (in: Raumforschung und Raumordnung 2), Heidelberg 1938, S. 418–425
- Die städtebauliche Zukunft Wiens. Vorschläge für die künftige Gestaltung der Stadt (Österr. Beiträge zur Kulturforschung. 1.), Wien 1948
- Die Einteilung Österreichs und der Ostalpen in Landschaften (Berichte zur Deutschen Landeskunde 1.11), Stuttgart 1952
- Europa braucht Naturparke. Vorschläge zum Schutz der schönsten Landschaften Europas, Horn 1959
- mit Walter Waldhör: Die künftige Gestaltung von Landschaft und Wirtschaft im österreichischen Donautal (Schriften des Institutes f. Raumordnung d. Hochschule f. Welthandel in Wien. 6.), Horn 1961
- mit Gertraud Repp, Randolf Rungaldier, Wigand Ritter, Franz Zwittkowitz: Die Gestaltung der Sonnenküsten Europas – Teil 1: Südosteuropa, Stuttgart 1966
- mit Gertraud Repp: Die Gestaltung der Sonnenküsten Europas – Teil 2: Die Küsten von Italien, Stuttgart 1969
- mit Wigand Ritter: Geographie (Das Wissen der Gegenwart), Berlin und Darmstadt 1970